# Duomo di Orvieto
La basilica cattedrale di Santa Maria Assunta è il principale luogo di culto cattolico di Orvieto, in provincia di Terni, chiesa madre della diocesi di Orvieto-Todi e capolavoro dell'architettura gotica dell'Italia Centrale. Nel gennaio del 1889 papa Leone XIII l'ha elevata alla dignità di basilica minore. È monumento nazionale italiano.
La costruzione della chiesa fu avviata nel 1290 per volontà di papa Niccolò IV con l'intento di creare un'unica grande cattedrale per la città in sostituzione delle due chiese che preesistevano sulla piazza (la chiesa episcopale di S. Maria e la chiesa parrocchiale di S. Costanzo). Benché sia vero che la chiesa custodisce il Corporale del miracolo di Bolsena, è controversa la teoria secondo la quale il miracolo fu l'evento propiziatorio per avviarne la costruzione. Disegnato in stile romanico da un artista sconosciuto (probabilmente Arnolfo di Cambio), in principio la direzione dei lavori fu affidata a fra Bevignate da Perugia a cui succedette ben presto, prima della fine del secolo, Giovanni di Uguccione, che introdusse le prime forme gotiche. Ai primi anni del Trecento lo scultore e architetto senese Lorenzo Maitani assunse il ruolo di capomastro dell'opera.
Questi ampliò in forme gotiche l'abside e il transetto e determinò, pur non terminandola, l'aspetto della facciata come appare ancora oggi. Alla morte del Maitani, avvenuta nel 1330, i lavori erano tutt'altro che conclusi. Il ruolo di capomastro venne assunto da vari architetti-scultori che si succedettero nel corso degli anni, spesso per brevi periodi. Nel 1350-1356 venne costruita la Cappella del Corporale. Nel 1408-1444 venne costruita la Cappella di San Brizio, affrescata però solo più tardi (1447-1504). Anche i lavori della facciata si protrassero negli anni, fino ad essere completati solo nella seconda metà del 1500 da Ippolito Scalza, che costruì tre delle quattro guglie della facciata.
Alla metà del XVI secolo iniziò una profonda opera di rinnovamento dell'interno, completata alla fine degli anni ottanta, al fine di trasformare il Duomo in una chiesa controriformata, secondo i dettami del Concilio di Trento. La controfacciata e le navate laterali furono decorate con stucchi, affreschi, pale d'altare, che fecero della cattedrale una pinacoteca moderna, di gusto tardo manieristico romano. La maggiore responsabilità di questo programma decorativo ed iconografico unitario fu dovuta a Girolamo Muziano, il primo pittore ad essere chiamato ad eseguire una pala d'altare, e comprese anche il corredo di statue marmoree disposte in tutta la chiesa. L'esecuzione di questo programma spettò allo stesso Muziano, e, fra altri, a Federico e Taddeo Zuccari, a Cesare Nebbia e agli scultori Raffaello da Montelupo, Simone Mosca e all'orvietano Ippolito Scalza.
Sempre nel tardo Cinquecento venne rifatto il pavimento e fu completata la facciata, che due secoli dopo, fu privata dei mosaici più antichi, sostituiti da copie.
Tra 1877 e 1888 venne attuata la rimozione delle decorazioni cinque - seicentesche per riportare la chiesa alla sua presunta originaria bellezza, che era stata promossa dagli ingegneri Carlo Franci e Paolo Zampi, e dallo storico e archivista Luigi Fumi.
Nel novembre 2019 sono state ricollocate in chiesa le dodici statue degli Apostoli e le quattro dei Santi protettori eseguite in diversi momenti e da diversi scultori tra il 1556 e il 1722.

## Descrizione

### La facciata

#### Visione d'insieme

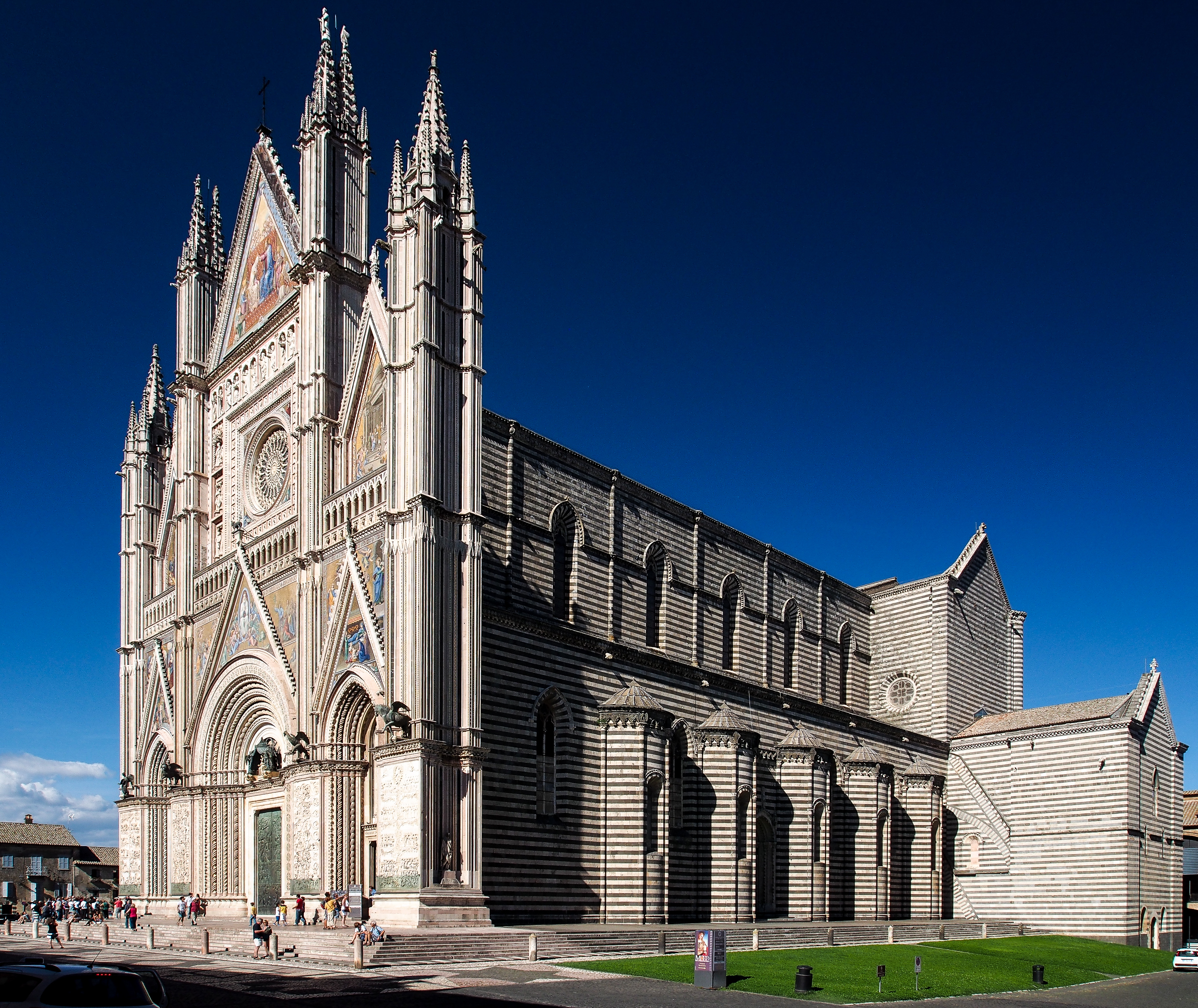
Veduta

Iniziata alla fine del XIII secolo, alla facciata lavorarono oltre venti artisti nel corso dei secoli e fu terminata, se si eccettuano i lavori di restauro e rifacimento, solo alla fine del XVI secolo, con la realizzazione delle guglie laterali ad opera di Ippolito Scalza (1571-1591).

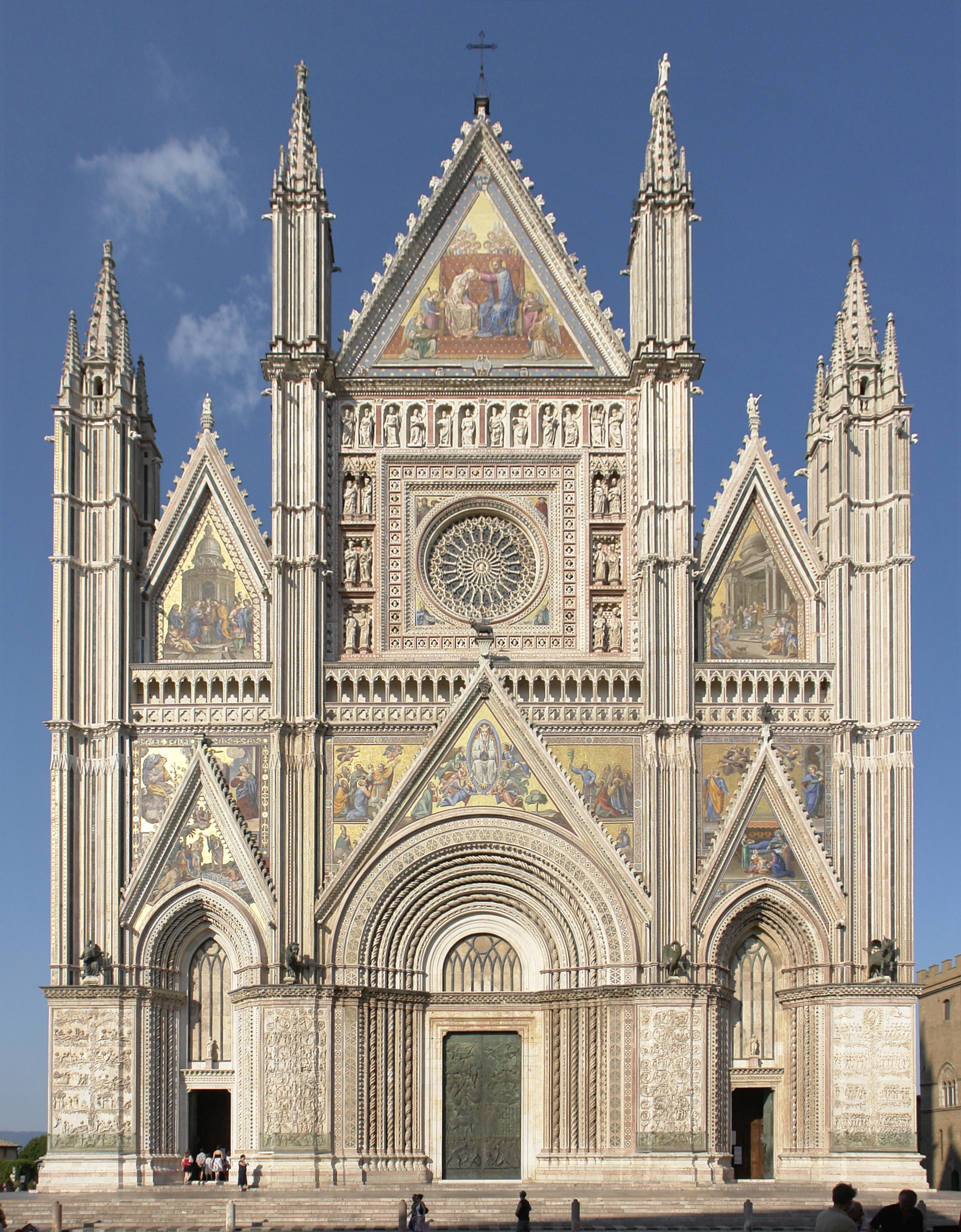
La facciata del duomo.

Ciononostante la facciata del duomo di Orvieto si presenta armoniosa ed equilibrata, uniforme nello stile, merito soprattutto del rispetto del progetto e delle forme gotiche iniziali. Quattro contrafforti verticali a fasci, terminanti ciascuno con una guglia, dividono la facciata in tre settori. Le linee verticali sono ben equilibrate dalle linee orizzontali del basamento, della cornice che limita i rilievi e della loggia con archetti trilobati. I tre triangoli delle ghimberghe sono ripetuti dai 3 triangoli delle cuspidi, tutti e sei i motivi a delimitare la doppia cornice quadrata che racchiude il rosone. Le strombature dei portali, i bassorilievi ai loro fianchi, la loggia, il rosone, le edicole, le statue, i fasci dei pilastri, e infine le guglie creano motivi a rilievo che ben contrastano con la superficie piana e rilucente dei mosaici. Nel complesso la facciata risulta armoniosa, equilibrata e dotata di unità compositiva.

#### La zona inferiore
Secondo la storiografia più recente, la facciata fu iniziata contemporaneamente al corpo di fabbrica, alla fine del XIII secolo e non nel 1310 come si pensava fino a tempi recentissimi. Il primo architetto-scultore che vi lavorò è sconosciuto, ma probabilmente non fu Lorenzo Maitani, che subentrò come capomastro solo ai primi anni del 1300 e che vi lavorò fino alla sua morte, sopraggiunta nel 1330. Questi inserì elementi gotici, decorò a bassorilievo tutta la parte inferiore della facciata, cambiò il progetto da monocuspidato a tricuspidato e dette alla facciata l'aspetto come appare ancora oggi, pressoché rispettato dai numerosi capomastri che gli succedettero negli anni.

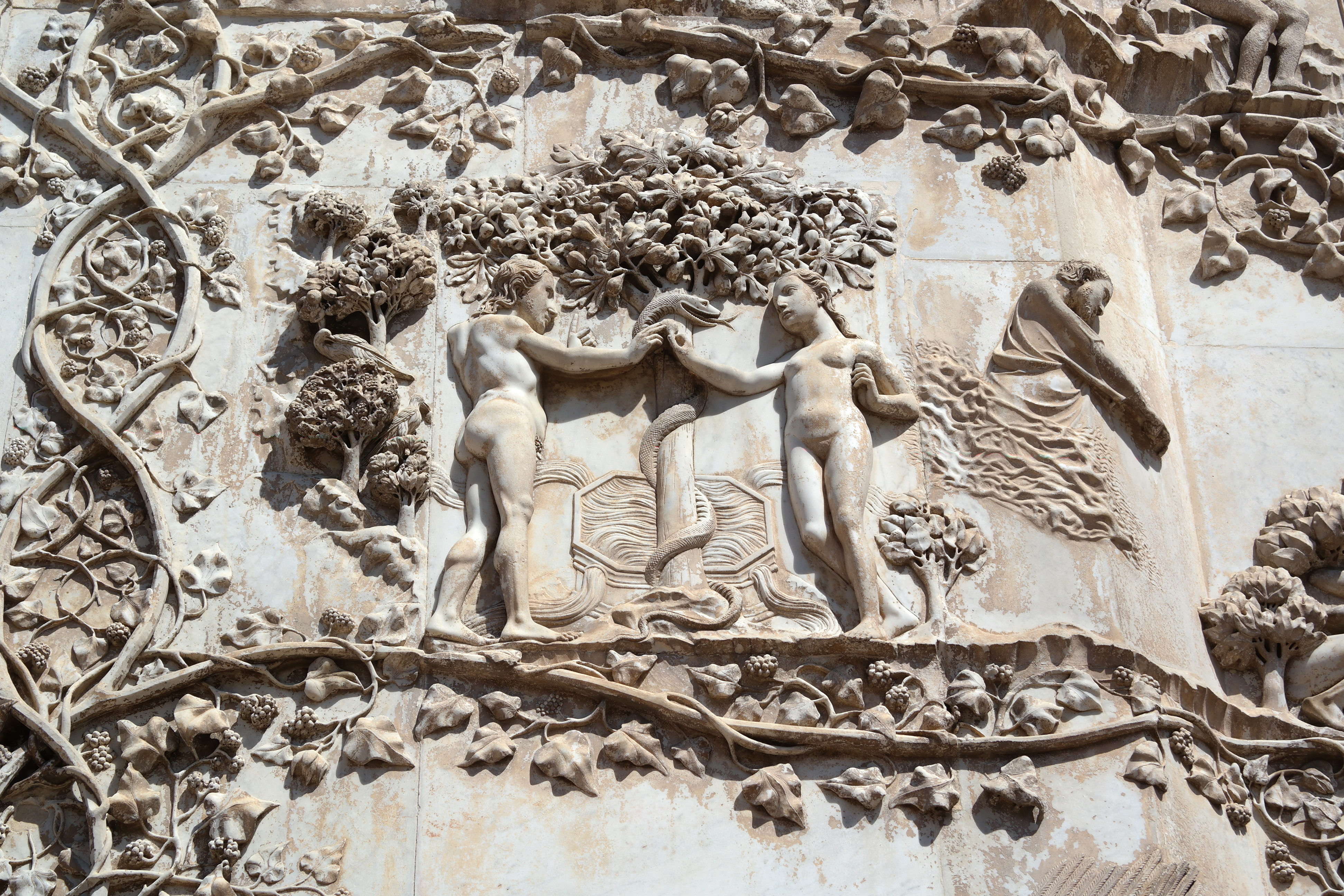
Pilone Esterno sinistro della facciata. Particolare del Peccato Originale. Bassorilievo di Lorenzo Maitani (1300-1330)

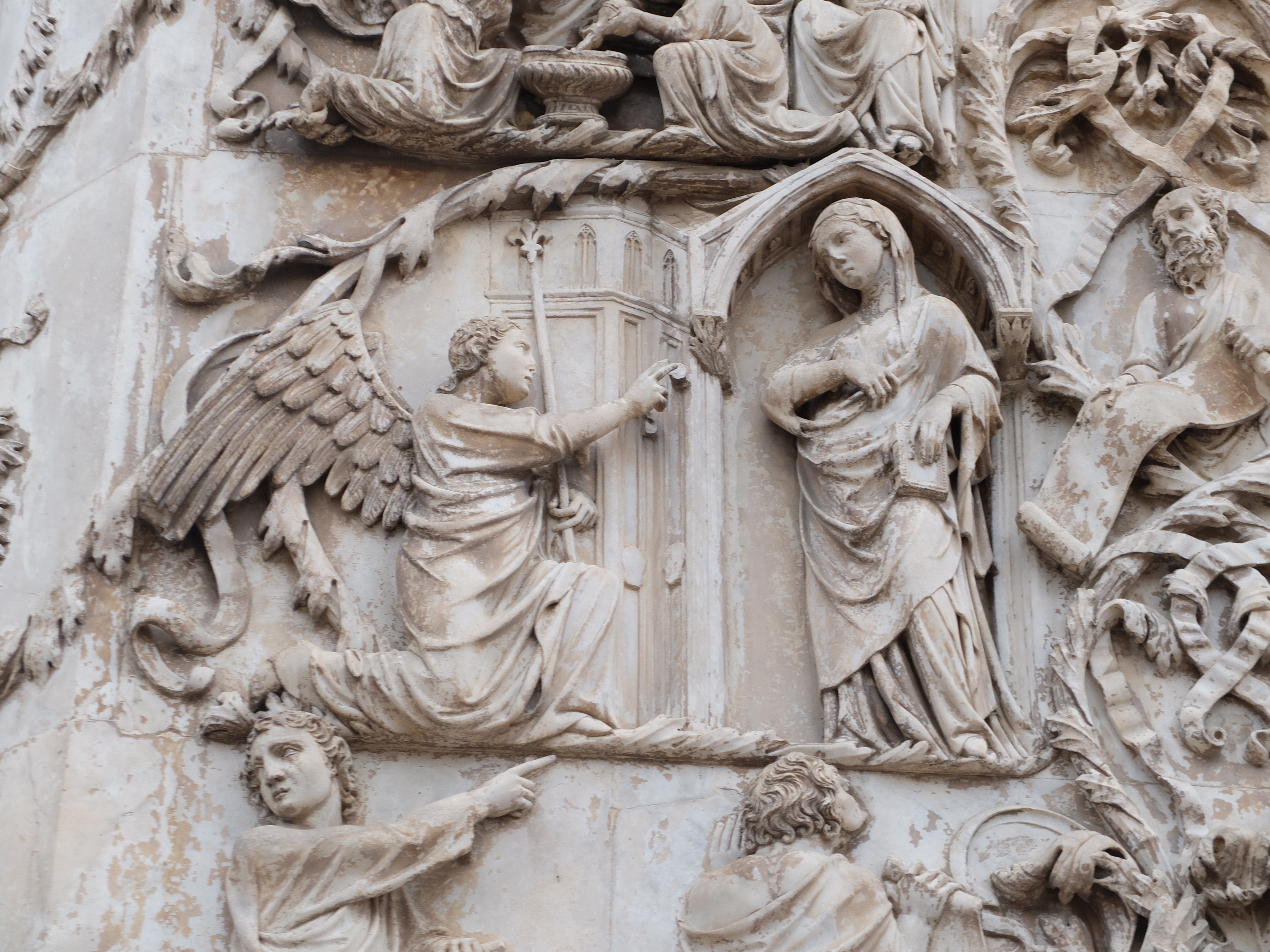
Particolare dell'Annunciazione

I bassorilievi che decorano i quattro piloni della parte inferiore della facciata sono uno degli esempi più mirabili di scultura gotica in Italia, se non in Europa. Essi descrivono il destino dell'uomo, dalla Creazione al Giudizio finale. Sui quattro piloni abbiamo, da sinistra e destra:
- Storie del Vecchio testamento, con particolare riferimento alla Genesi
- Storie del Vecchio testamento, con particolare riferimento agli Eventi Messianici
- Storie del Nuovo Testamento
- Giudizio Finale
Il primo e l'ultimo dei bassorilievi (quelli esterni) sono stati realizzati proprio da Lorenzo Maitani, subentrato a maestranze straniere non identificate che probabilmente avevano lavorato precedentemente ai bassorilievi interni.

Alla morte del Maitani (1330) i lavori della facciata proseguirono grazie all'intervento di numerosi artisti che si succedettero, ciascuno per un breve periodo, alla carica di capomastro e i cui contributi individuali sono difficili da rintracciare. Questi lavorarono comunque prevalentemente alle parti comprese tra la cornice che delimita in alto i bassorilievi e la loggia ad archi trilobati. Tra questi si ricordano Nino Pisano (1347-1348) e Andrea Pisano (1349).

#### La zona superiore

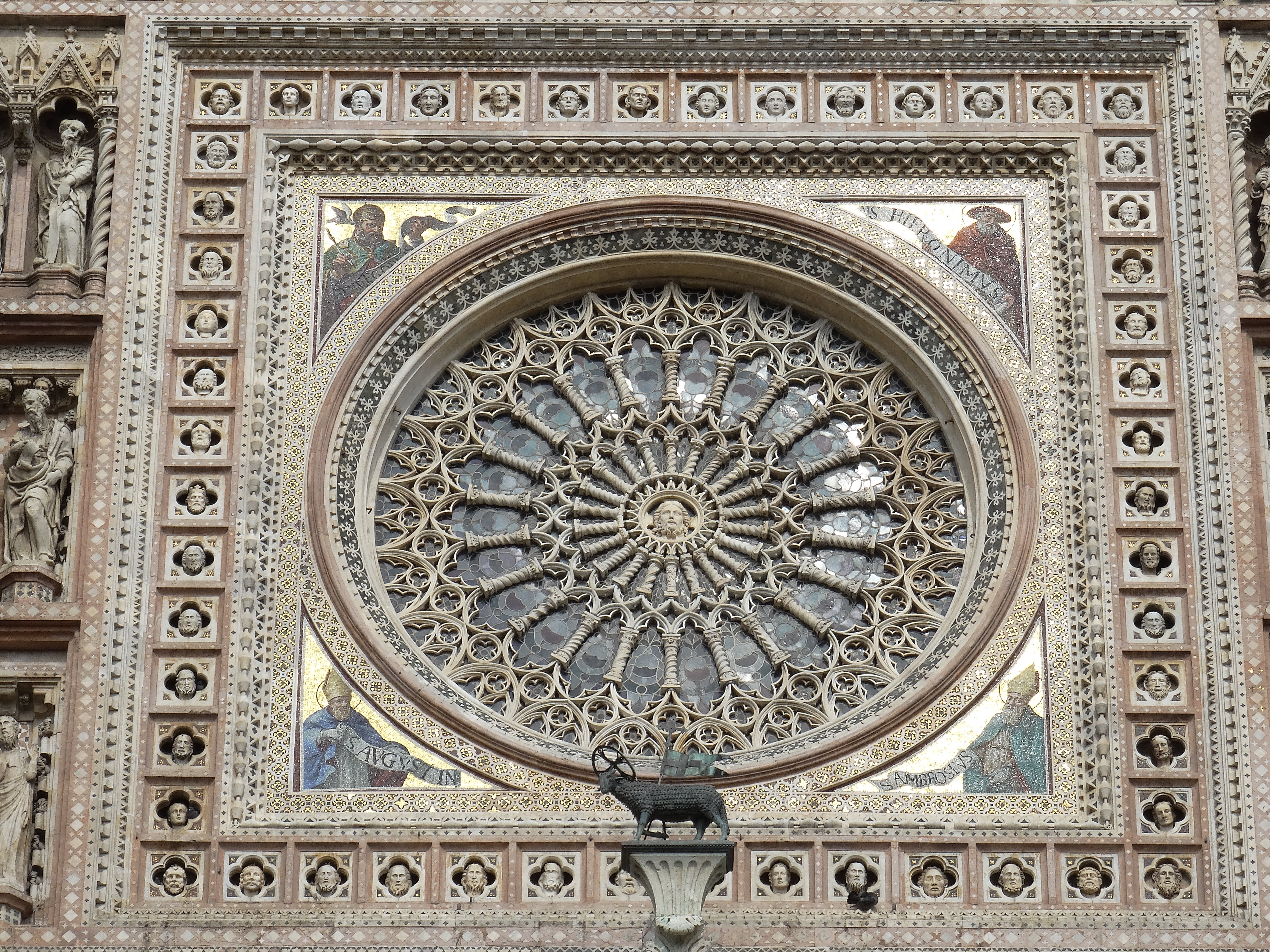
Il Rosone dell'Orcagna (1354-1380).

Il magnifico rosone è opera di Andrea di Cione detto l'Orcagna (1354-1380), che realizzò anche le due cuspidi laterali che si trovano alla stessa altezza. I mosaici negli spicchi del rosone sono di Piero di Puccio (1388), anche se molto restaurati, e raffigurano 4 dottori della chiesa: Sant'Agostino, San Gregorio Magno, San Girolamo e Sant'Ambrogio. Le 12 edicole ai fianchi del rosone (sei per lato) sono di Petruccio di Benedetto da Orvieto (1372-1388), mentre le corrispondenti statue collocate al loro interno e raffiguranti 12 profeti sono di vari artisti tardo-trecenteschi e quattrocenteschi.
Dopo la realizzazione del rosone e dei suoi accessori, i lavori subirono quindi una lunga interruzione fino a quando un altro artista senese, Antonio Federighi, non realizzò le 12 edicole sopra il rosone (1451-1456). Pur rispettando l'impostazione di origine della facciata, il Federighi non esitò ad inserire elementi rinascimentali nei suoi lavori, quali gli archi a tutto sesto delle edicole. Più tardi vi furono poste al loro interno le statue dei 12 apostoli, opera di vari artisti cinquecenteschi.
La parte superiore alle 12 edicole del Federighi si deve a Michele Sanmicheli. Questi realizzò la cuspide centrale e le due guglie ai fianchi della stessa cuspide (dal 1513). Ma i lavori non terminarono neppure con l'intervento del Sanmicheli, avendo questi lasciato incompiuti i suoi interventi e non avendo affatto lavorato alle due rimanenti guglie laterali. La cuspide centrale fu terminata da un artista non ben identificato (1532). Fu invece Antonio da Sangallo il Giovane a terminare la guglia centrale destra (1547), mentre Ippolito Scalza terminò quella centrale sinistra (1569) e realizzò le altre due laterali (1571-1591), non rinunciando ad inserire delle loggette di gusto manieristico.
Alla fine del XVI secolo, la facciata era finalmente terminata. A partire dal 1795 subì importanti interventi di restauro a causa di danni provocati dalla caduta di un fulmine, interventi che continuarono anche per tutto il secolo successivo. Le pitture originali delle travi erano quasi del tutto scomparse, fu il pittore senese Giorgio Bandini che, tra il 1883 e il 1886, riuscì a ripristinarle.

#### I mosaici

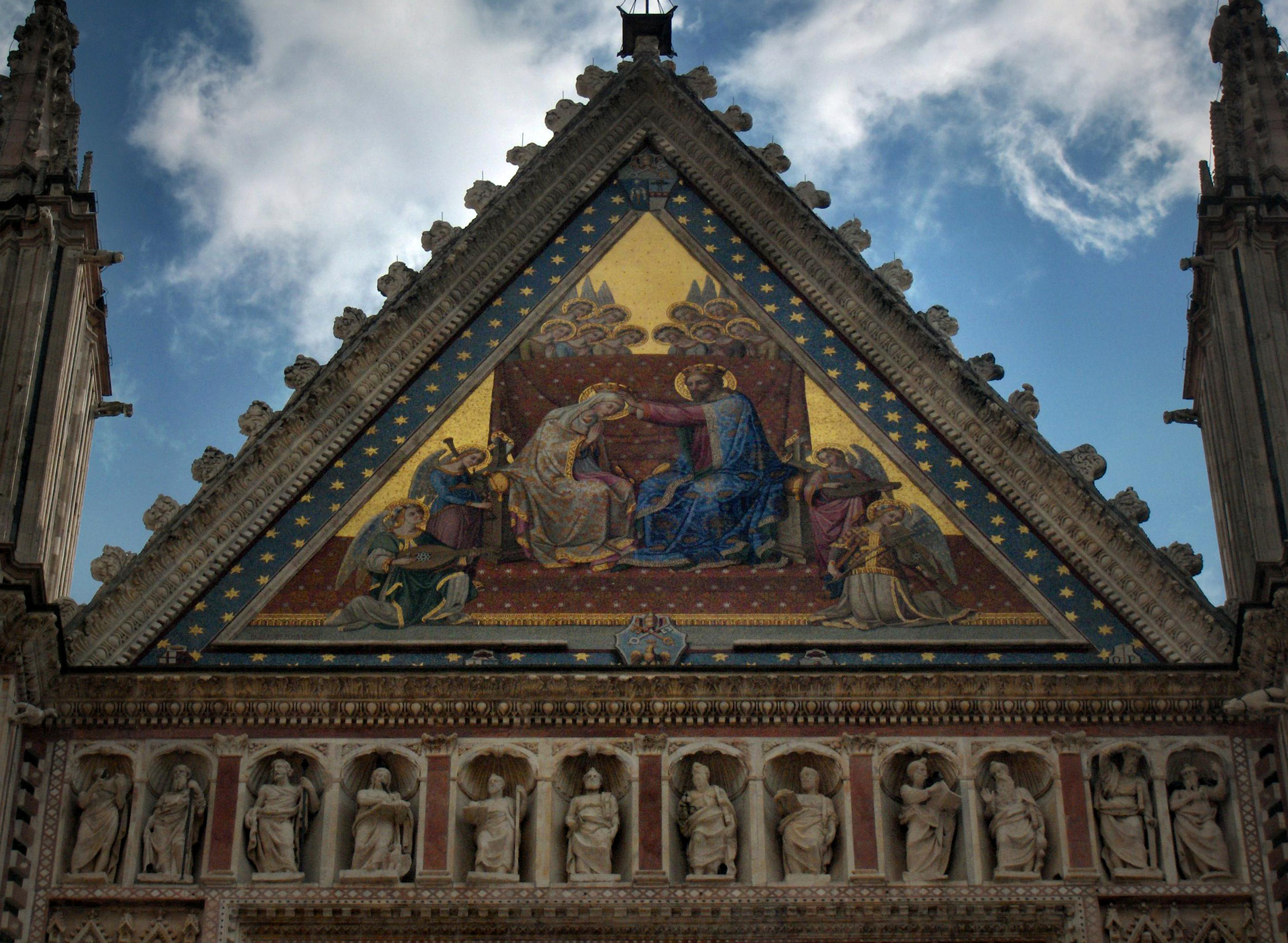
L'Incoronazione della Madonna. Cuspide centrale (rifatto in epoca moderna).

I mosaici della facciata, realizzati da vari autori prevalentemente nel XIV secolo (a partire dal 1321), ma anche nel XV ed inizio del XVI secolo, sono stati nei secoli successivi pesantemente restaurati e rifatti, perdendo le forme e lo stile originari. L'unico superstite è il mosaico con la Natività di Maria, dal 1891 conservato al Victoria and Albert Museum di Londra.
Nelle ghimberghe sopra i portali troviamo, da sinistra a destra:
- Il Battesimo di Cristo;
- L'Assunzione di Maria in gloria;
- La Natività di Maria.

Negli spicchi ai lati delle ghimberghe troviamo, sempre da sinistra:
- L'Annunciazione;
- Gli Apostoli in estasi per l'assunzione della Madonna;
- Gioacchino ed Anna.

Infine, nelle cuspidi in alto vediamo:
- Lo Sposalizio della Vergine;
- L'Incoronazione della Madonna;
- La Presentazione di Maria al Tempio.

Come già accennato gli spicchi del rosone mostrano 4 dottori della Chiesa.

#### Le statue di bronzo

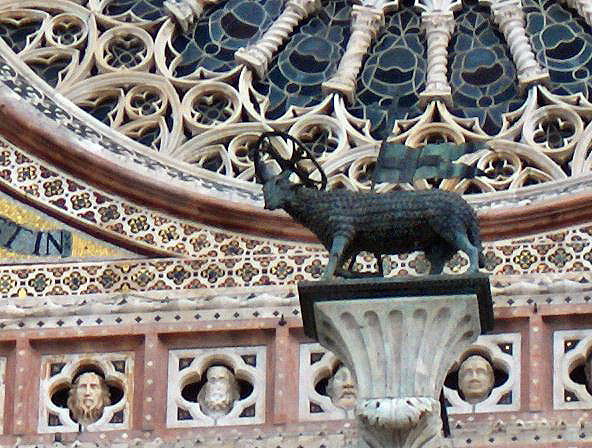
LAgnus dei bronzeo di Matteo di Ugolino da Bologna (1352).

Le 4 statue sulla cornice dei piloni che fiancheggiano I portali sono di Lorenzo Maitani e del figlio Vitale (1325-1330). Essi raffigurano i simboli dei 4 evangelisti e, più precisamente, da sinistra a destra, l'Angelo (San Matteo), il Leone (San Marco), l'Aquila (San Giovanni) e il Toro (San Luca), restaurato nel 1884 da Adolfo Cozza. Il complesso della lunetta del portale centrale, raffigurante due Angeli bronzei che aprono le tende per mostrare la statua marmorea della Vergine col Bambino, sono pure degli stessi artisti e dello stesso periodo. Questi sono stati ricollocati nel Museo dell'Opera del Duomo dopo un lungo restauro, mentre sulla lunetta è stata collocata una copia del gruppo.
L'Agnus dei che svetta sulla cima della ghimberga centrale è invece di Matteo di Ugolino da Bologna (1352).
Il portale centrale, inquadrato come i due laterali da un profondo strombo, è rivestito con lastre bronzee dello scultore moderno Emilio Greco, che narrano opere di misericordia (1965-1970).

### L'interno

#### Visione d'insieme

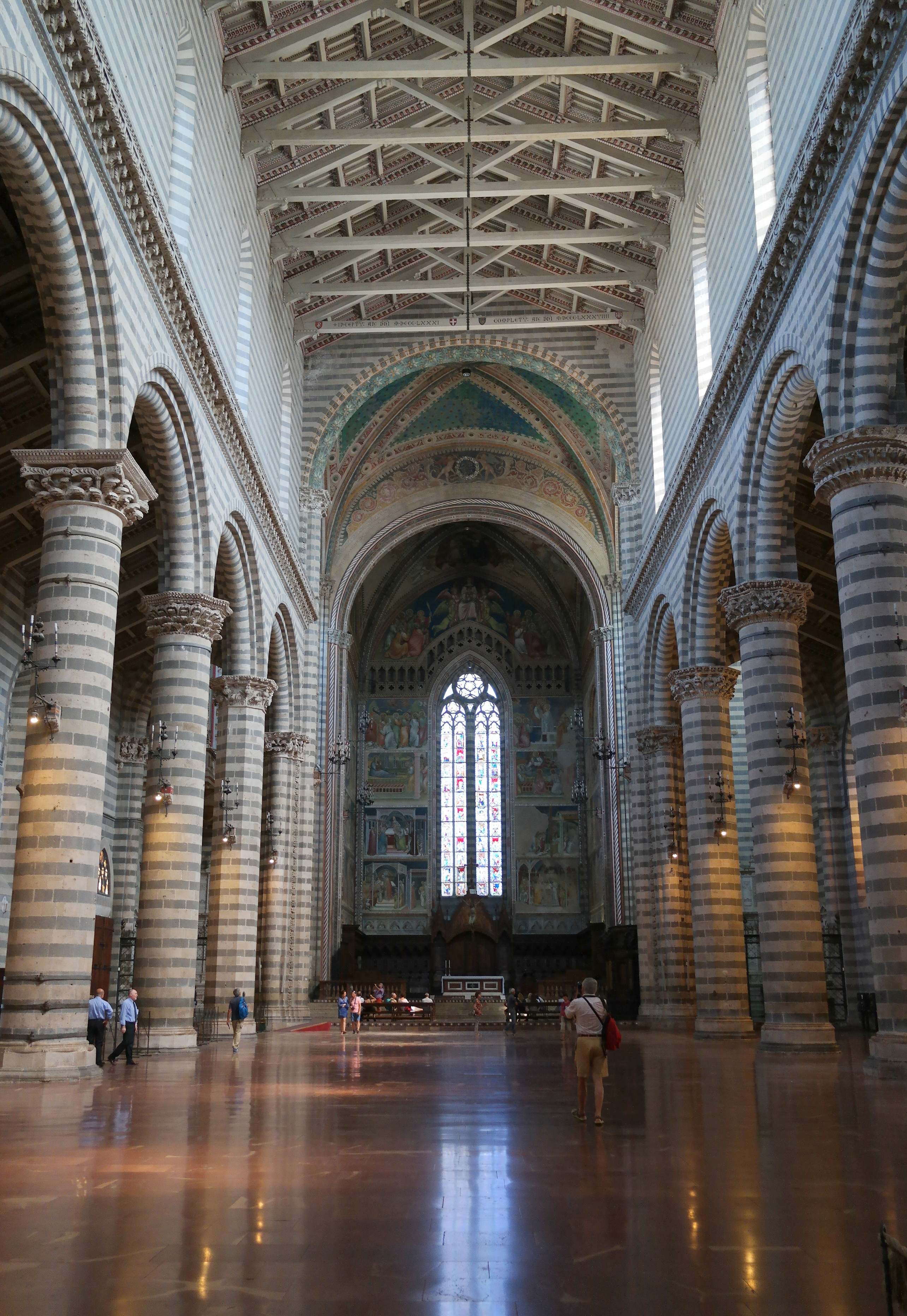
L'interno

L'interno risale al XIII e XIV secolo ed è a pianta basilicale. Il corpo longitudinale consta di tre navate ampie e luminose, coperte da un soffitto a capriate lignee. 10 grossi e alti pilastri circolari o ottagonali (cinque per lato) e archi a tutto sesto articolano lo spazio in sei campate. Nel complesso il corpo longitudinale è armonioso e permette di vederne da ogni punto tutte le parti, compreso il soffitto delle navate laterali. Il transetto consta in tre sole campate coperte da volte a crociera e non è sporgente: le sue estremità sono cioè al livello delle pareti laterali del corpo longitudinale. Dalle due estremità destra e sinistra si aprono, rispettivamente, le importanti cappelle di San Brizio e del Corporale. La pianta è terminata da un presbiterio a pianta pressoché quadrata, al di là della campata centrale del transetto.
Le pareti della navata centrale e i suoi pilastri sono caratterizzati dall'alternanza di fasce di basalto e travertino di matrice senese, che ripete la decorazione laterale esterna. Le pareti esterne delle navate laterali sono state lasciate in origine vuote, poi ricoperte da affreschi cinquecenteschi, infine dipinte a fine Ottocento con le attuali fasce bianche e verdi scuro che riproducono i motivi della navata centrale. Anche le cappelle laterali aperte oltre le pareti esterne delle navate risalgono allo stesso periodo, così come il soffitto a capriate che ricopre tutte e tre le navate e che sostituisce capriate più antiche risalenti al primo periodo di costruzione della chiesa.
L'unica vetrata antica è quella absidale, realizzata da Giovanni di Bonino nel 1328-1334, mentre quelle del corpo longitudinale sono moderne in stile neogotico (1886-1891); queste ultime sono velate, nella parte più bassa, con lamine di alabastro.

#### Cappella di San Brizio

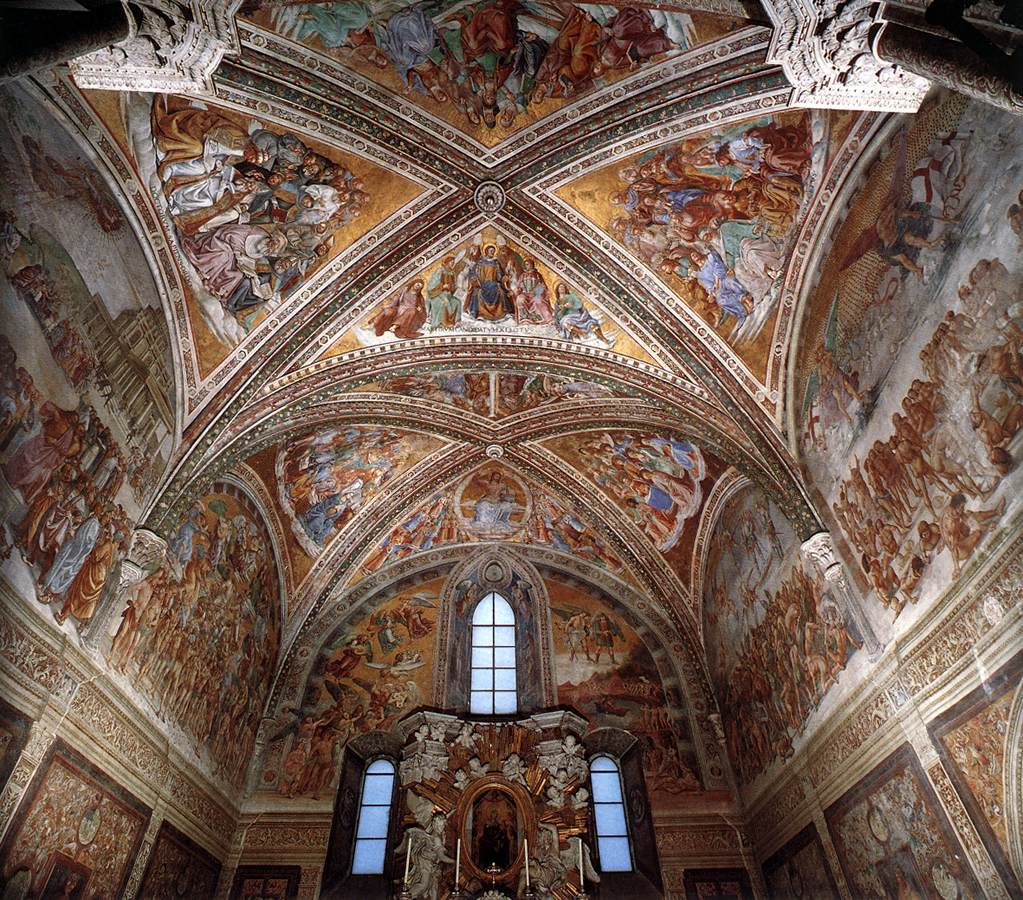
La Cappella di San Brizio. Affrescata prevalentemente da Luca Signorelli (1499-1504).

Sul transetto destro si apre uno dei capisaldi della pittura rinascimentale italiana, la Cappella di San Brizio, dedicata al santo vescovo protettore di Orvieto, San Brizio appunto. La cappella, nota anche col nome di Cappella Nuova per distinguerla dalla più antica cappella del Corporale, fu costruita negli anni 1408-1444 ed affrescata negli anni 1447-1504.
La decorazione pittorica fu avviata nel 1447 dal Beato Angelico con l'aiuto di Benozzo Gozzoli, cui si deve la decorazione di due delle otto vele delle due volte a crociera, raffiguranti Il Cristo Giudice tra angeli e Il Coro dei Profeti. I due artisti interruppero ben presto i lavori, terminati solo negli anni 1499- 1504 da Luca Signorelli. Questi dipinse le sei vele rimaste vuote con Il Coro degli Apostoli, I Simboli della Passione e l'Annuncio del Giudizio tra angeli, Il Coro dei Dottori della Chiesa, Il Coro dei Martiri, Il Coro delle Vergini e Il Coro dei Patriarchi. Dipinse anche le grandiose scene apocalittiche dedicate alla Venuta dell'Anticristo, alla Fine del mondo, alla Resurrezione della carne e al Giudizio universale. La zoccolatura delle pareti contiene un complesso programma iconografico, sempre del Signorelli, dedicato ai grandi poeti dell'antichità (cui è aggiunto Dante): a ognuno di essi è dedicato un ritratto, contornato da tondi che riproducono in monocromo episodi tratti dalla sua opera. In una scarsella Signorelli ha raffigurato anche un Compianto che, secondo la tradizione tramandata da Vasari, celerebbe nel volto di Cristo un ritratto del figlio del Maestro cortonese morto pochi anni prima di peste.
Al centro della cappella, entro un altare barocco di Bernardino Cametti del 1715, si trova la famosa Madonna di San Brizio, da cui l'intera cappella prese il nome. Secondo la leggenda il dipinto fu lasciato dal santo vescovo (San Brizio) ai cittadini di Orvieto da lui evangelizzati. Il dipinto è una mediocre opera di un anonimo maestro di fine Duecento che si ispirava agli insegnamenti di Cimabue e presenta comunque rifacimenti trecenteschi, come ad esempio il volto del Bambino.

#### La Cappella del Corporale

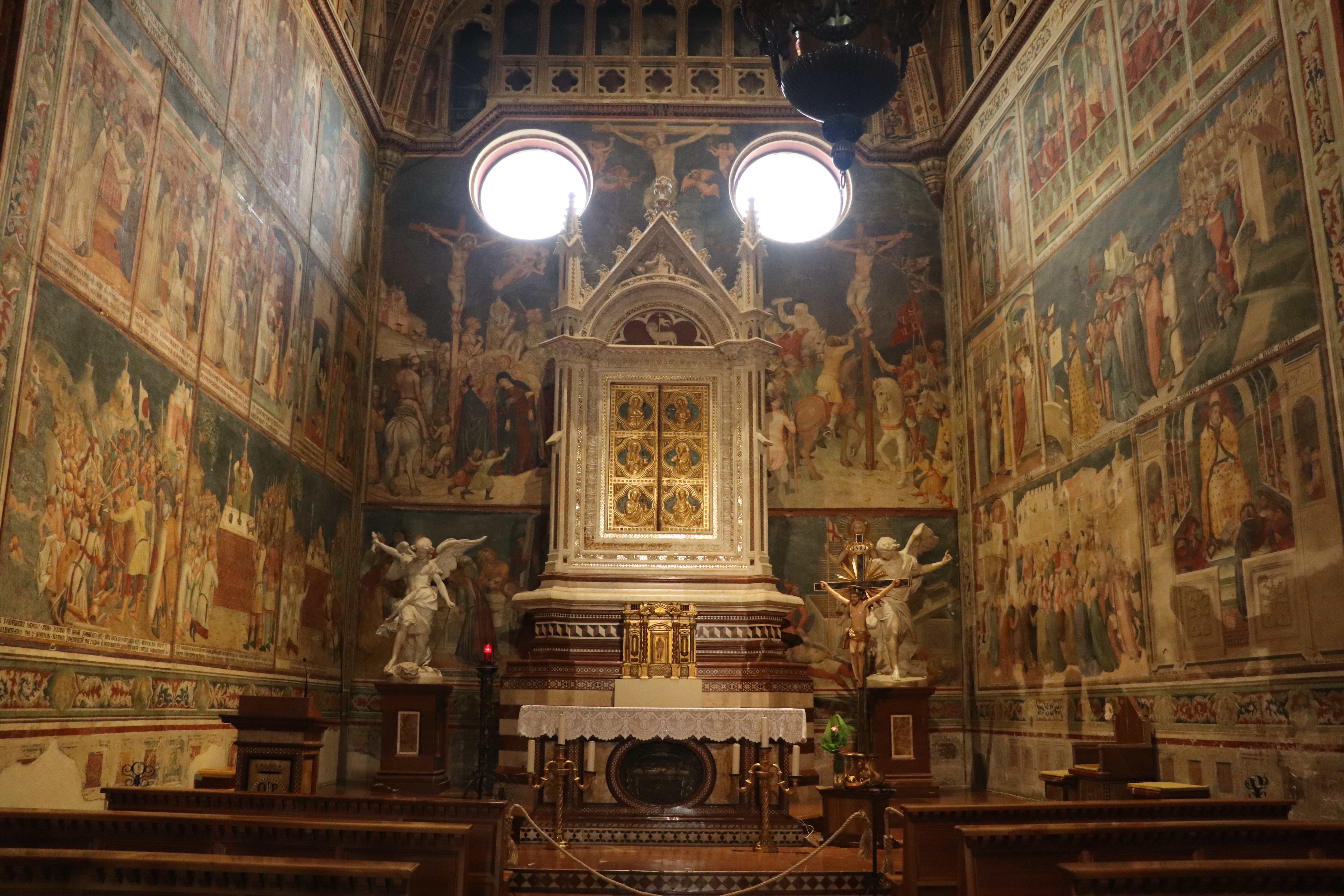
La Cappella del Corporale affrescata da Ugolino di Prete Ilario (1357-1364).

Sul transetto sinistro si apre invece la Cappella del Corporale, realizzata tra il 1350 e il 1356 per conservare la preziosa reliquia per cui il duomo di Orvieto intero era nato, il lino insanguinato o corporale utilizzato nella miracolosa Messa di Bolsena (1263) e macchiatosi di sangue sprizzante dall'Ostia al momento della celebrazione eucaristica da parte del prete boemo Pietro da Praga. Il corporale è conservato oggi entro un tabernacolo realizzato nel 1358-1363 da Nicola da Siena e, probabilmente, anche dall'Orcagna.
La cappella fu interamente affrescata negli anni 1357-1364 da Ugolino di Prete Ilario e altri collaboratori che comunque si pensa abbiano svolto un ruolo secondario visto che Ugolino è l'unico ad aver firmato il ciclo. Coerentemente alla destinazione della Cappella, il programma iconografico del ciclo ha ad oggetto non solo gli episodi della Messa di Bolsena, ma in generale il mistero della Transustanziazione. Infatti, oltre al miracolo di Bolsena, sono raffigurati diversi altri prodigi - per lo più si tratta di episodi tratti da exempla messi a punto con scopo didascalico - che dimostrerebbero la reale presenza del corpo di Cristo nella Particola consacrata. Completano la decorazione scene della Passione di Cristo e in particolare la raffigurazione dell'Ultima Cena, appunto l'istituzione dell'eucaristia.
Ma il vero gioiello della Cappella è il preziosissimo Reliquiario del Corporale, capolavoro di arte gotica italiana ed europea, realizzato tra il 1337 e il 1338 dall'orafo senese Ugolino di Vieri. Il reliquiario, realizzato prima della cappella e del tabernacolo che oggi raccoglie il corporale, era destinato a raccogliere anch'esso lo stesso Corporale. Qui infatti vi rimase dal 1338, anno del suo completamento, fino al 1363 circa, quando fu trasferito nel tabernacolo che lo raccoglie ancora oggi. Il reliquiario riproduce la sagoma tripartita della facciata del duomo con raffinate scene della Vita di Cristo e del miracolo di Bolsena realizzate in argento, oro e smalto traslucido.
Nella stessa Cappella del Corporale è ospitata anche la Madonna dei Raccomandati (o della Misericordia) realizzata dal senese Lippo Memmi intorno al 1320. Notevole è poi l'affresco raffigurante Due angeli reggenti lo stemma dell'Opera del Duomo e il Fonte Battesimale sormontato da una statua di San Giovanni Battista.

#### Il presbiterio

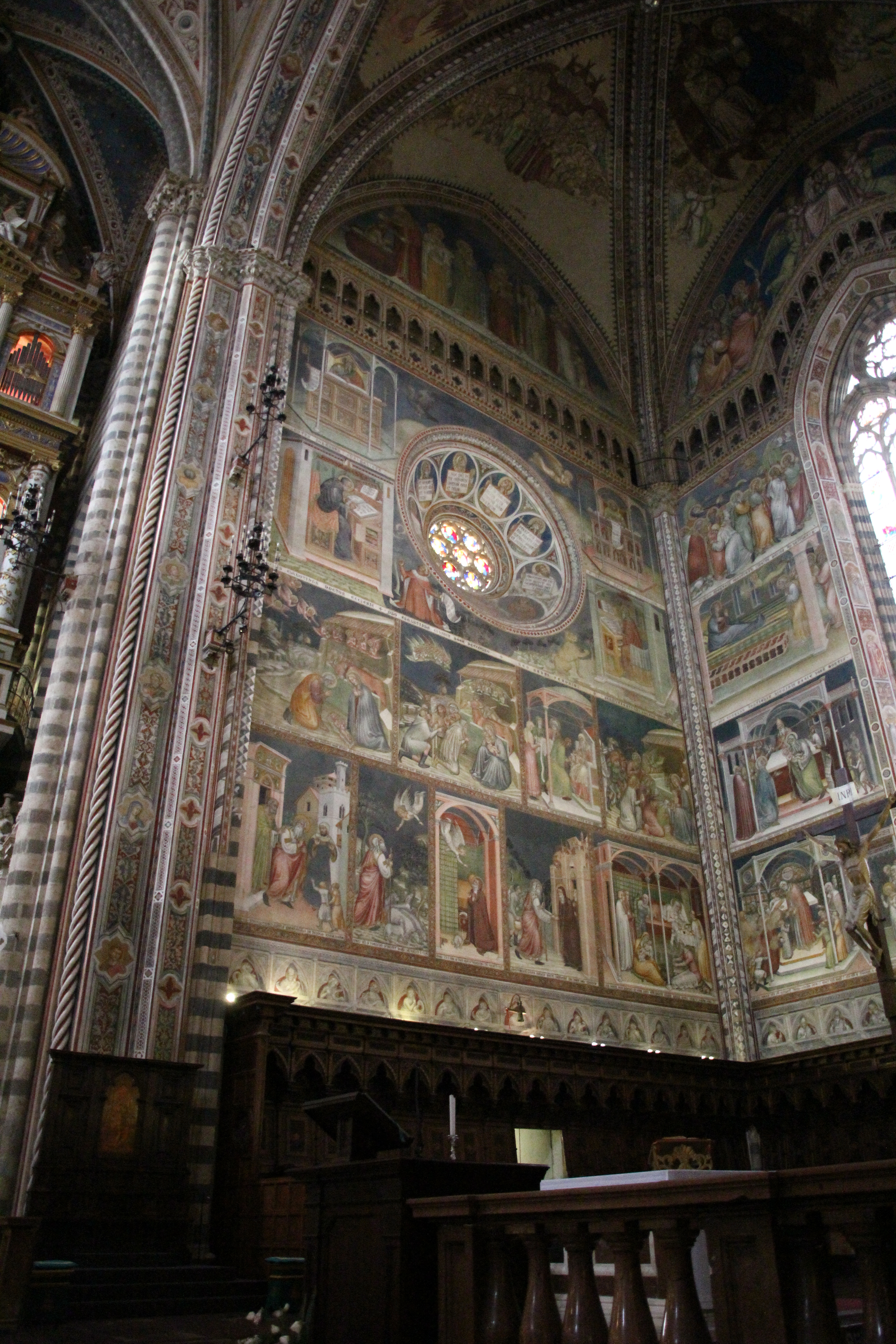
Scorcio del presbiterio con gli affreschi di Ugolino di Prete Ilario (dal 1370).

Lo stesso Ugolino di Prete Ilario che lavorò agli affreschi della Cappella del Corporale affrescò, con molti aiuti e a partire dal 1370, la Cappella Maggiore della chiesa (o presbiterio). Gli affreschi raffigurano Storie della vita della Madonna, cui l'intero duomo è dedicato. Si tratta di uno dei più grandi cicli trecenteschi superstiti in Italia ed è di qualche anno successivo a quello della Cappella del Corporale. Gli affreschi dell'Annunciazione e della Visitazione di Maria sono rifacimenti tardo-quattrocenteschi di Antonio del Massaro, detto il Pastura. Nella cappella si apre una grande finestra quadrifora caratterizzata da una notevole vetrata istoriata, opera di Giovanni di Bonino (1328-1334). In pendant con la decorazione ad affresco la vetrata è dedicata alle Storie di Maria e di Cristo.

Il Crocifisso ligneo che è collocato al centro della cappella, dietro l'altare, è opera di Lorenzo Maitani, mentre il coro ligneo è opera di vari artisti intarsiatori del legno capeggiati da Giovanni Ammannati (a partire dal 1329).

#### Altre opere
Da ricordare, sulla parete della navata sinistra nella prima campata, un affresco di Gentile da Fabriano raffigurante la Madonna con Bambino ed eseguito nel 1425.
All'inizio della navata centrale si trova poi un'acquasantiera in marmo di Antonio Federighi del 1451-1456.

Nel transetto si può ammirare una Pietà di Ippolito Scalza del 1579, opera che risente degli echi delle Pietà di Michelangelo, anche se caratterizzata da maggior teatralità e minore forza espressiva. Sul lato sinistro si trova la Cappella della Maddalena, restaurata nel XVIII secolo dai marchesi Gualterio per la sepoltura di alcuni membri della famiglia: i cardinali Carlo e Filippo Antonio e gli arcivescovi Ludovico Anselmo e Giannotto. Ai piedi della cappella si legge infine un'iscrizione dedicata a Giovanni Battista Gualterio, marchese di Corgnolo, duca di Cumia e conte di Dundee. Nel Museo dell'Opera del Duomo sono presenti due importanti statue del Mochi che raffigurano l'angelo e la vergine nell'atto dell'Annunciazione.

#### Organo a canne
Nel transetto sinistro, sopra un'alta cantoria, si trova l'organo monumentale, iniziato da Domenico Palmieri, a cui è subentrato, nel 1587, Vincenzo Fulgenzi, che lo portò a termine nell'anno successivo. Le decorazioni lignee intagliate della cassa e della cantoria furono affidate a Ippolito Scalza. Lo strumento, originariamente a due tastiere e pedaliera, fu notevolmente ampliato nel 1911 dall'organaro Carlo Vegezzi Bossi che, fra le altre cose, costruì la cassa espressiva e dotò l'organo della trasmissione pneumatica. Un altro importante ampliamento fu quello di Libero Rino Pinchi, dell'anno 1974, che aggiunse una nuova tastiera (il Positivo, con le canne direttamente sopra la cantoria senza cassa), rinnovò la trasmissione mutandola in elettrica e costruì una nuova consolle mobile al piano della navata, generalmente posta alla sinistra del presbiterio. A partire dal 2013, a causa di gravi malfunzionamenti che lo rendevano non più utilizzabile da anni, l'Opera del Duomo ha intrapreso un nuovo restauro, portato a termine in circa tre anni e mezzo da Alessandro Giacobazzi (Modena); in questa occasione peraltro, è stata trasferita all'interno della cassa, al posto dei mantici, l'aggiunta di Pinchi del 1974, che posta direttamente sulla balaustra non dava un buon effetto estetico. In sede di tale intervento è stata spostata la manticeria in un apposito vano ricavato dietro la cassa e di conseguenza è stato completamente rifatto tutto l'impianto del vento che fin dal 1913 presentava grosse lacune.
Lo strumento, a trasmissione elettronica, è dotato di tre tastiere di 61 note ciascuna, e pedaliera concavo-radiale di 32 note. Possiede 72 registri, per 5644 canne.

## Campane
Il campanile a vela possiede un concerto campanario di 5 campane a slancio, di varie epoche e fusioni:
I: Mib3 calante. Fusa da Orazio Censore di Roma nel 1609; II: Fa3. Fusa dalla Fonderia Pontificia Marinelli di Agnone nel 1961, in sostituzione della precedente crepatasi anni prima. Ora è esposta nel museo; III: La3. Fusa da G. Compiano nel 1598; IV: Sib3. Fusa da un fonditore ignoto nel 1551; V: Re4. Fusa da De Blasi di Roma nel 1797.

## Note

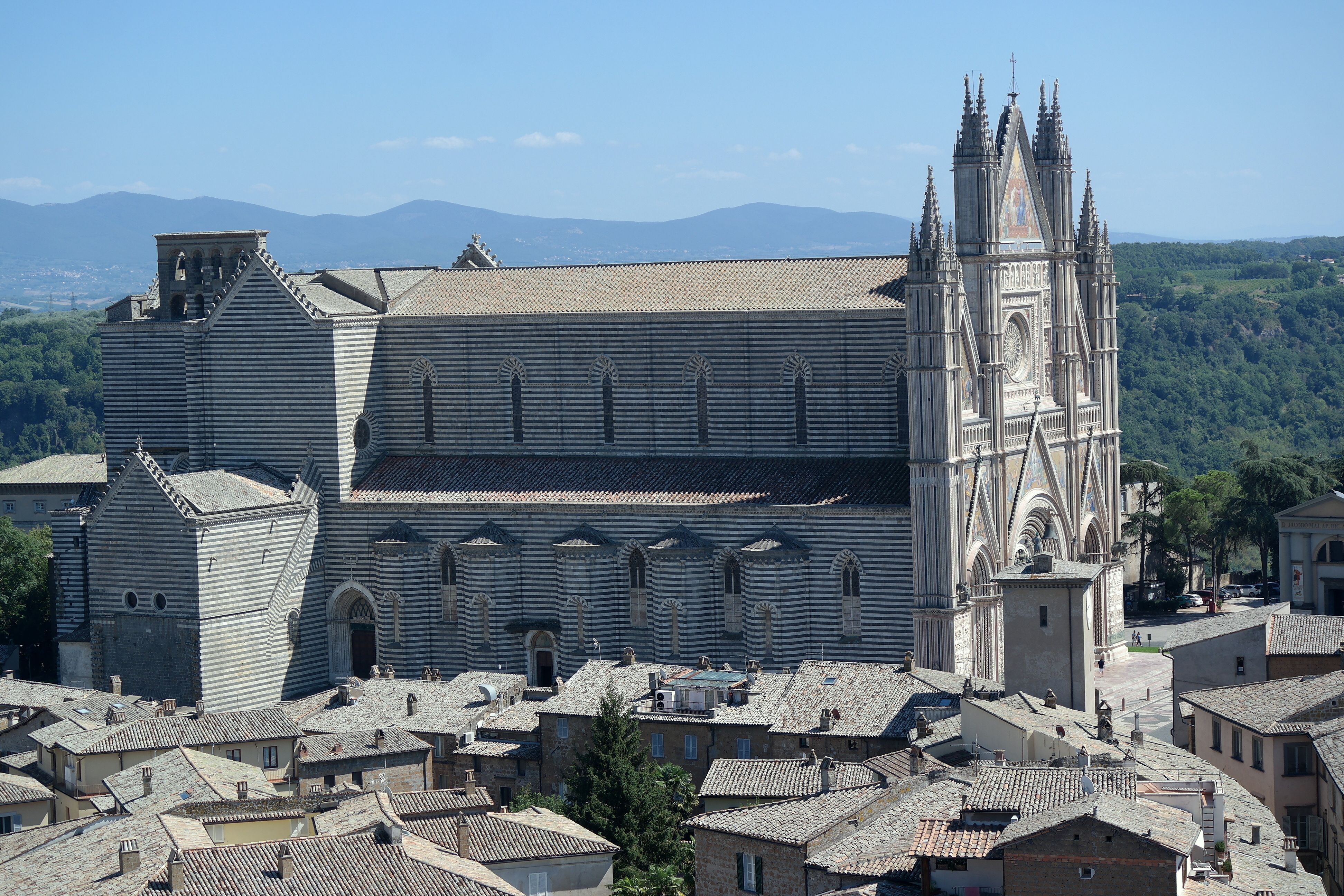
Veduta del duomo dalla Torre del Moro.